# Bio Menace
A Bio Menace egy 2D oldal-görgetős platformjáték, amelyet az Apogee Software fejlesztett ki és adott ki DOS-ra. A játék kiadása 1991. november 15-ére volt időzítve, de annak a motornak az újrakonfigurálása miatt, amelyet a Commander Keen in... "Goodbye, Galaxy!" sorozata használt, két évig tartott a fejlesztése. Az id Software Commander Keen játékmotorjának licencelt változatára épült. A fejlesztés alatt Bio Hazard  néven volt ismert, de mivel egy együttes már létezett ilyen névvel, ezért a kész játék át lett nevezve Bio Menace-re. A motoron és a zenén kívül a játékon belüli összes tartalmat a játék tervezője, Jim Norwood készítette. 2014-ben a játékot újra kiadták a Steamen, 2015-ben pedig a GOG.comon a Windows, a macOS és a Linux támogatásával.

## Történet
A játékban főszereplőnket, Snake Logant irányíthatjuk, aki a CIA egyik vezetője, és minden olyan rejtélyt megold, ami másnak lehetetlen lenne. Miután Metro Cityt mutánsok támadták meg, Logan parancsot kap, hogy felderítő repülést tegyen a város felett. Közben, azonban eltalálja valami a repülőgépét, ezért kényszerleszállást kell végrehajtania és gyalog kénytelen teljesíteni küldetését, hogy megtudja, ki vagy mi áll a mutánstámadás mögött.

## Játékmenet
A játékban fő célunk, hogy a karakterünket, Snake Logant a kijárathoz juttassuk, melyet az esetek többségében energiamezők gátolnak. Ha Snake megérinti, akkor meghal, ezért találni kell egy kulcskártyát, hogy deaktivál. A kulcskártyát a megmentett fogolytól lehet megszerezni vagy önmagában, a pályán elhelyezve (ez függ attól, milyen típusúra van szükségünk az adott pályán).
A főhős tud sétálni, ugrani, lőni és lehajolni. Additívaként, Snake gránátot és taposóaknát is tud használni, amelyek felvehető tárgyként jelennek meg. 3 fajta fegyver található: gépfegyver (ami tartós tüzelést biztosít), plazmafegyver és szuper fegyver. Bizonyos ellenségeket csak gránáttal, taposóaknával vagy plazmafegyverrel lehet elpusztítani. Az alapból kapott fegyvertől eltekintve minden egyéb fegyver korlátozott számú tölténnyel rendelkezik, amit rögvest elveszítünk, ha egy szintet elhagyunk.
Attól függően, hogy a három fokozat közül melyiket választottuk, Snakenek van kettő, négy vagy nyolc életcsíkja. Az elsősegély-felszerelés visszaállítja az életerőt maximumra. Van pár olyan ellenfél és veszély, amik Snaket azon nyomban megölik érintkezés során. Ha Snaket megölte valami, akkor a játékos elveszít egy életet és vissza lesz küldve a legutóbb megérintett ellenőrző ponthoz. Extra életet is lehet szerezni, amihez 50 ékkövet kell összegyűjteni vagy egy el kell érni egy meghatározott pontszámot.
Pár pályán begyűjthető egy titkospálya-drágakő, ami addig láthatatlan, amíg fel nem vesszük és a játékost azután egy titkos pályára viszi, ha a jelenlegi pályát teljesíti. A titkos pályák mindig rövidek és zömében csak felvehető nyalánkságokat tartalmaznak, de párszor ellenfelek és egyéb veszélyek is akadhatnak.
Mint minden egyéb játékban, itt is található számos referencia és "húsvéti tojás" epizód- és pályaszerte.

## Kiadás
A játéknak három epizódja van, az elsőt shareware-ként adták ki, a többi kereskedelemben kapható. Az epizódok a "Dr. Mangle's Lab" (Dr. Mangle laborja), a "The Hidden Lab"  (A rejtett labor) és a "Master Cain" (Káin mester). A játék értékesítése 2000-ben megszűnt a modernebb operációs rendszerek problémái miatt.

## Jogállás
Az Apogee 2005. december 23-án ingyenesként adta ki a játékot "karácsonyi ajándékként", és a teljes játék letölthető az Apogee weboldaláról. Valószínűleg ez a döntés egy korábbi, a 3D Realms fórumon végzett közvélemény-kutatás eredménye miatt született meg, ahol a rajongók az Apogee-játékok listájából választhattak játékokat, amelyeket teljesen ingyenes jogállásban szerettek volna látni. 2014. október 23-án a 3D Realms kiadta a 3D Realms Anthologyt, amely tartalmazta a Bio Menace-t is.

## Érdekességek
- 2018. augusztus 3-án (a játék 25. születésnapján) nyilvánosságra hozták a játék béta verzióját
- a Bio Menace első részének létezik shareware és kereskedelmi verziója is
- a Bio Menace második részében Commander Keen kámeaként megjelenik a "Trash Dump" pályán mint megmentendő fogoly
- ez volt az utolsó EGA játék, amit az Apogee kiadott
- a Bio Menace eredetileg egy egyedülálló játék lett volna, de aztán három epizód készült el belőle
- a játék mindhárom részének 1.0-s és 1.1-es verziója létezik csak
- a Bio Menace 1 béta verziójának felépítése/kinézete egy az egyben megegyezik a második epizódéval

## Fordítás
- Ez a szócikk részben vagy egészben  a   Bio Menace című angol Wikipédia-szócikk ezen változatának fordításán alapul.  Az eredeti cikk szerkesztőit annak laptörténete sorolja fel. Ez a jelzés csupán a megfogalmazás eredetét és a szerzői jogokat jelzi, nem szolgál a cikkben szereplő információk forrásmegjelöléseként.